# Odontomyia hydroleon
Odontomyia hydroleon – gatunek muchówki z rodziny lwinkowatych i podrodziny Stratiomyinae.
Gatunek ten opisany został w 1758 roku przez Karola Linneusza jako Musca hydroleon.
Muchówka o ciele długości od 8 do 14 mm. Twarz jest klinowato ku przodowi wydłużona, u samca o jednolicie czarnych policzkach, a u samicy z jasnobrunatnymi plamami na wysokości krawędzi perystomu. U samca dwa początkowe człony czułków są ciemnobrunatne, a następne trzy brunatnoczerwone. U samicy dwa początkowe człony czułków i nasada trzeciego są czerwonobrunatne, a pozostałe brunatnoczarne. Tułów jest czarny, u samca z żółtymi kolcami tarczki, a u samicy z tarczką zieloną. Przezroczyste skrzydła cechuje rozwidlona żyłka radialna r4+5. Przezmianki mają zielone główki. Matowo czarne tergity odwłoka mają po bokach duże, mleczne plamy. Pozostałe części odwłoka są zielone. Odnóża są brunatnożółte z czarnymi nasadami bioder.
Owad palearktyczny, znany z prawie całej Europy, w tym Polski. Na wschód sięga przez południową Syberię do Azji Wschodniej. Imagines są aktywne od maja do sierpnia.